# IC 2190
IC 2190 ist eine Balken-Spiralgalaxie mit aktivem Galaxienkern vom Hubble-Typ SBb im Sternbild Fuhrmann am Nordsternhimmel. Sie ist schätzungsweise 478 Millionen Lichtjahre von der Milchstraße entfernt und hat einen Durchmesser von etwa 130.000 Lichtjahren. 

Im selben Himmelsareal befindet sich u. a. die Galaxie NGC 2387.
Das Objekt wurde am 16. Januar 1896 von Stéphane Javelle entdeckt.